# بخش لترینیته
بخش لترینیته (به فرانسوی: Arrondissement de La Trinité) یک بخش در فرانسه است که در مارتینیک واقع شده‌است.